# Arianta aethiops
Arianta aethiops е вид охлюв от семейство Helicidae. Видът не е застрашен от изчезване.

## Разпространение и местообитание
Разпространен е в Румъния и Украйна.
Обитава скалисти райони и гористи местности.

## Описание
Популацията на вида е стабилна.